# Okres Kežmarok
Kežmarok is een district (Slowaaks: Okres) in de Slowaakse regio Prešov. De hoofdstad is Kežmarok. Het district bestaat uit 3 steden (Slowaaks: Mesto) en 39 gemeenten (Slowaaks: Obec).

## Bevolking
In 2021 telde het district Kežmarok 73.685 inwoners. Hiervan waren er 17.558 tussen de 0-14 jaar (23,83%), gevolgd door 48.158 personen tussen de 15-64 jaar (65,36%) en tot slot waren 7.969 personen 65 jaar of ouder (10,81%). Hiermee was Kežmarok het district met het hoogste percentage kinderen en - op een na laagste - percentage ouderen in Slowakije. Alleen in Okres Námestovo was het aandeel 65-plussers in de totale bevolking lager dan in Kežmarok.

## Steden
- Kežmarok
- Spišská Belá
- Spišská Stará Ves

## Lijst van gemeenten
| - Abrahámovce - Bušovce - Červený Kláštor - Havka - Holumnica - Hradisko - Huncovce - Ihľany - Javorina - Jezersko - Jurské - Krížová Ves - Lechnica | - Lendak - Ľubica - Majere - Malá Franková - Malý Slavkov - Matiašovce - Mlynčeky - Osturňa - Podhorany - Rakúsy - Reľov - Slovenská Ves - Spišské Hanušovce | - Stará Lesná - Stráne pod Tatrami - Toporec - Tvarožná - Veľká Franková - Veľká Lomnica - Vlková - Vlkovce - Vojňany - Vrbov - Výborná - Zálesie - Žakovce |

Okres Bardejov · Okres Humenné · Okres Kežmarok · Okres Levoča · Okres Medzilaborce · Okres Poprad · Okres Prešov · Okres Sabinov · Okres Snina · Okres Stará Ľubovňa · Okres Stropkov · Okres Svidník · Okres Vranov nad Topľou